# Pelegrina flaviceps
Pelegrina flaviceps är en spindelart som först beskrevs av Benjamin J. Kaston 1973.  Pelegrina flaviceps ingår i släktet Pelegrina och familjen hoppspindlar. Inga underarter finns listade i Catalogue of Life.